# Station Åmli
Station Åmli is een voormalig spoorwegstation in het dorp Åmli in het zuiden van Noorwegen. Het station lag aan de spoorlijn tussen Treungen en Arendal, de Treungenbanen. In de periode 1910-1913 was het het eindpunt van de lijn. In 1967 werd het noordelijke deel, van Nelaug tot Treungen, van de lijn gesloten. Het stationsgebouw werd ontworpen door Harald Kaas. Het is in gebruik als openbare bibliotheek.